# 515th Air Mobility Operations Wing
Il 515th Air Mobility Operations Wing è uno stormo di supporto alla mobilità aerea dell'Air Mobility Command. Il suo quartier generale è situato presso la Joint Base Pearl Harbor-Hickam, nelle Hawaii.

## Missione
Lo stormo esegue le operazioni di mobilità aerea di teatro in accordo con lo United States Pacific Command, Pacific Air Forces, United States Forces Korea, United States Forces Japan e Alaskan Command.

## Organizzazione
Attualmente, al settembre 2017, esso controlla:
- 515th Air Mobility Operations Group, Yokota Air Base, Giappone
  -  730th Air Mobility Squadron, Yokota Air Base, Giappone
    - Detachment 1, Diego Garcia
    - Detachment 2, Paya Lebar, Singapore

  - 731st Air Mobility Squadron, Osan Air Base, Corea del Sud
  - 733rd Air Mobility Squadron, Kadena Air Base, Giappone
- 715th Air Mobility Operations Group, Joint Base Elmendorf-Richardson, Alaska
  - 732nd Air Mobility Squadron, Joint Base Elmendorf-Richardson, Alaska
  - 734th Air Mobility Squadron, Andersen Air Force Base, Guam
  - 735th Air Mobility Squadron, Joint Base Pearl Harbor-Hickam, Hawaii